# روبرت كوبر
روبرت كوبر هو سياسي كندي، ولد في 13 سبتمبر 1858، وتوفي في 2000. انتخب عضو برلمان مقاطعة أونتاريو.